# Premis del Sindicat Nacional de l'Espectacle de 1942
Els segons Premis Nacionals de Cinematografia concedits pel Sindicat Nacional de l'Espectacle corresponents a 1941 es van concedir el 1942. El jurat que concedia els premis només tenia en compte «pel·lícules de producció totalment espanyola realitzades també a territori nacional». En aquesta edició, en la qual ja s'havia organitzat el Sindicat com a tal, es va concedir únicament a les pel·lícules i no pas al director o als artistes, i es va distingir per la seva dotació econòmica: un total de 1.850.000 pessetes, repartits en tres premis de 400.000 pessetes i uns altres tres de 250.000 pessetes. Algunes d'elles havien estat declarades "d'interès nacional".

## Guardonats de 1942
| Categoria | Premi       | Pel·lícula premiada     | Director                   |
| --------- | ----------- | ----------------------- | -------------------------- |
| 1r. lloc  | 400.000 pts | Raza                    | José Luis Sáenz de Heredia |
| 2n lloc   | 400.000 pts | Boda en el infierno     | Antonio Fernández-Román    |
| 3r lloc   | 400.000 pts | La rueda de la vida     | Eusebio Fernández Ardavín  |
| 4t lloc   | 250.000 pts | Un marido a precio fijo | Gonzalo Delgrás            |
| 5è lloc   | 250.000 pts | Escuadrilla             | Antonio Fernández-Román    |
| 6è lloc   | 250.000 pts | Fortunato               | Fernando Delgado de Lara   |